# Hořenec (Nezabylice)
Hořenec (německy Horschenz) je malá vesnice, část obce Nezabylice v okrese Chomutov v Ústeckém kraji. Stojí v Mostecké pánvi na soutoku Chomutovky a Hačky v nadmořské výšce 270 metrů, asi šest kilometrů jihovýchodně od Chomutova. Vesnice stavebně navazuje přímo na východní okraj Nezabylic, do jejichž katastrálního území patří. V roce 2011 zde trvale žilo 75 obyvatel.

## Název
Název obce je odvozen z mužského jména Hořen, tedy ves Hořeniců. Připouští se však i možný původ od slova hořet. Ve starých listinách se setkáváme se šlechtickými predikáty a tvary: Bech de Horsenitz (1327), in v Horzinicz (1378), Stephanus de Horzenicz (1388), Horzenicze (1546), Job Šmohař z Rochova na Kralupech a Hořenci (1615). Český název se během 20. století měnil z Hořence (do roku 1910), přes Hořenice (do roku 1991) po současný tvar Hořenec (od 1. 1. 1992).

## Historie
V písemných pramenech se Hořenec objevuje poprvé roku 1327 jako sídlo Štěpána, Františka a Becha, příslušníků vladyckého rodu z Hořenic. Členové rodu se o vesnici dělili a jednu z jejích částí vlastnil Hodislav z Hořenic, který zemřel v roce 1384. Roku 1388 je Hořenec uváděn jako sídlo Štěpána ze Všechlap. Štěpán a jeho bratr Slavibor žili ještě roku 1415, ale po jejich smrti připadlo panství králi. Ladislav Pohrobek udělil roku 1454 majetek Šeptáči ze Všechlap. V darovací listině je poprvé zmíněna hořenecká tvrz.

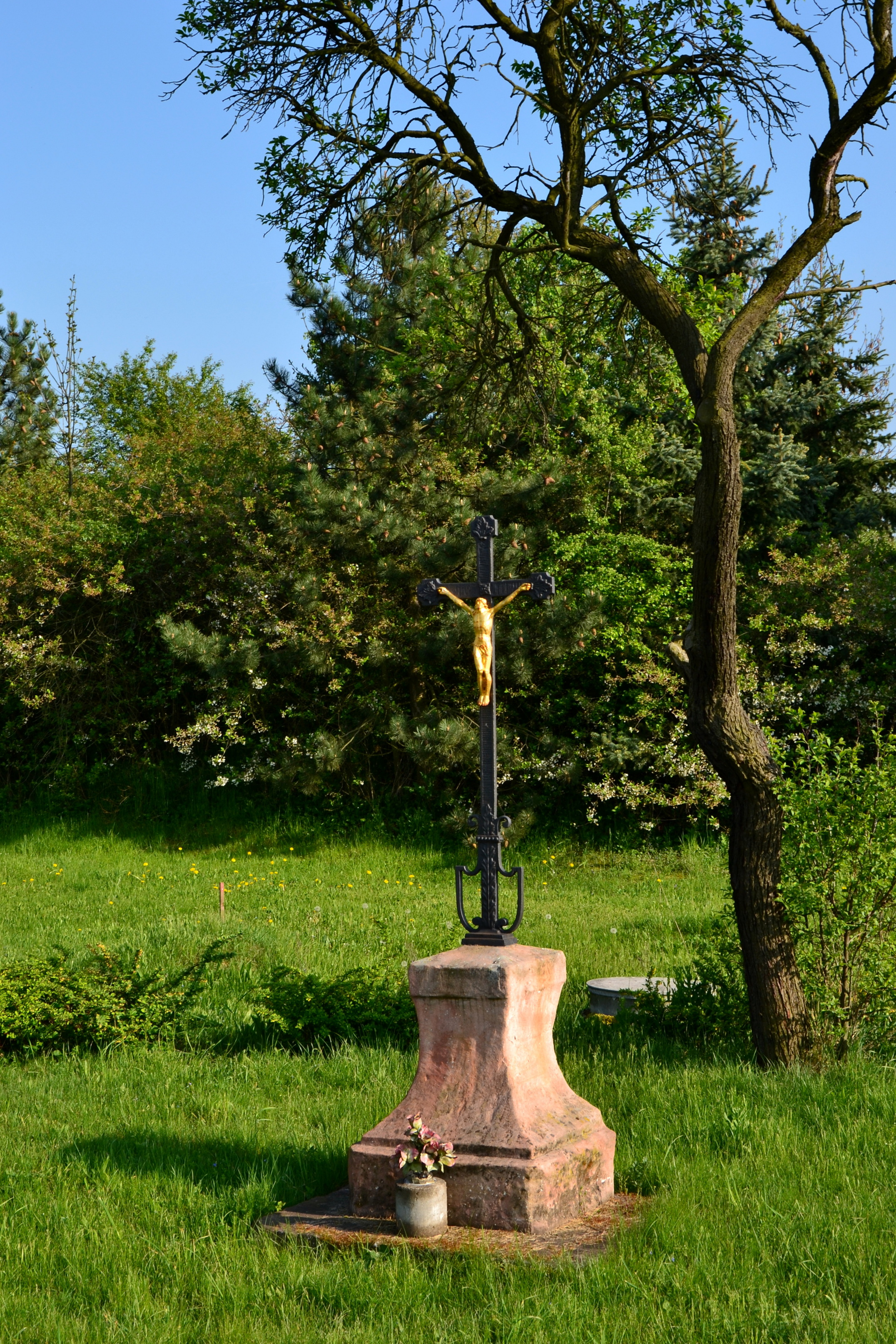
Kříž na východním okraji vesnice

Šeptáčovi potomci, bratři Bedřich a Vilém, prodali roku 1535 Hořenec Felixi Šohařovi z Rochova a v roce 1546 jej nechali zapsat do zemských desek. Roku 1589 byl majitelem statku Václav Šmohař z Rochova. V roce 1615 Hořenec patřil ke kralupskému panství. Připojil je k němu Job Šmohař z Rochova, ovšem podle Rudolfa Anděla tak učinil už Felix Šohař.
Jobu Šmohařovi byla za účast na stavovském povstání zkonfiskována část majetku včetně kralupského panství, které roku 1623 koupil Jaroslav Bořita z Martinic a připojil ho k ahníkovskému panství. Pravděpodobně během třicetileté války zanikla po ztrátě sídelní funkce hořenecká tvrz, jejíž polohu se nepodařilo určit.
Po třicetileté válce vystřídal Hořenec několik majitelů a roku 1655 je uváděn jako součást panství Líčkov. Roku 1714 byl koupen spolu s Nezabylicemi Lichtenštejny a připojen k panství Červený Hrádek. V srpnu roku 1761 v Hořenci a Velemyšlevsi zničila rozvodněná Chomutovka a Hačka celkem osmnáct domů.
Na konci sedmnáctého století se v Hořenci objevila a začala rozrůstat židovská komunita. V polovině osmnáctého století tu již žilo dvanáct židovských rodin, které se živily obchodem s peřím, vlnou a plátnem nebo jako krejčí, řezníci a jeden také jako posel. O sto let později zde žilo asi 170 Židů, kteří měli vlastní synagogu a hřbitov. Jejich děti navštěvovaly židovskou školu v Údlicích. Synagoga byla zbořena a na místě židovského hřbitova je hromadný hrob obětí pochodu smrti z roku 1945.
Až do začátku dvacátého století se v Hořenci vyrábělo tříslo z kůry mladých dubů, které se pěstovaly v okolních dubových hájích, které se v pásech kácely jednou za osm až deset let a průběžně obnovovaly. Pozůstatkem tohoto hospodaření je Hořenecký lesík asi jeden kilometr jihovýchodně od vesnice.

## Přírodní poměry

### Geologická stavba, reliéf apůdy
Samotná vesnice stojí na čtvrtohorních říčních a splachových sedimentech (písek, štěrk, hlína) Hačky a Chomutovky, která tvoří osu území přibližně ve směru západ – východ. Intravilán vesnice je ze severní a jižní strany ohraničen třetihorními vulkanoklastiky. Na ně navazují třetihorní jíly a písky, jezerní sedimenty (jíl, uhelný jíl, uhlí) a čtvrtohorní naváté sedimenty (spraše a sprašové hlíny).
Okolí Hořence patří k plochým krajinám a pahorkatinám. Z geomorfologického hlediska je Hořenec a jeho okolí součástí Krušnohorské subprovincie, konkrétně spadá do Podkrušnohorské oblasti a celku Mostecké pánve. Přímo intravilánem probíhá podél pravého břehu Hačky hranice podcelků Chomutovsko-teplické pánve (okrsky Březenská pánev a Údlická kotlina) a Žatecké pánve (okrsek Blažimská plošina).
Z půdních typů se v okolí vesnice vyskytují fluvizemě (v úzkých pásech podél toků Chomutovky a Hačky), dále na pravém břehu Chomutovky převažují černozemě a na levém břehu smonice. V jižní části katastru se nachází malá ostrůvkovitá oblast výskytu kambizemě.

### Vodstvo apodnebí

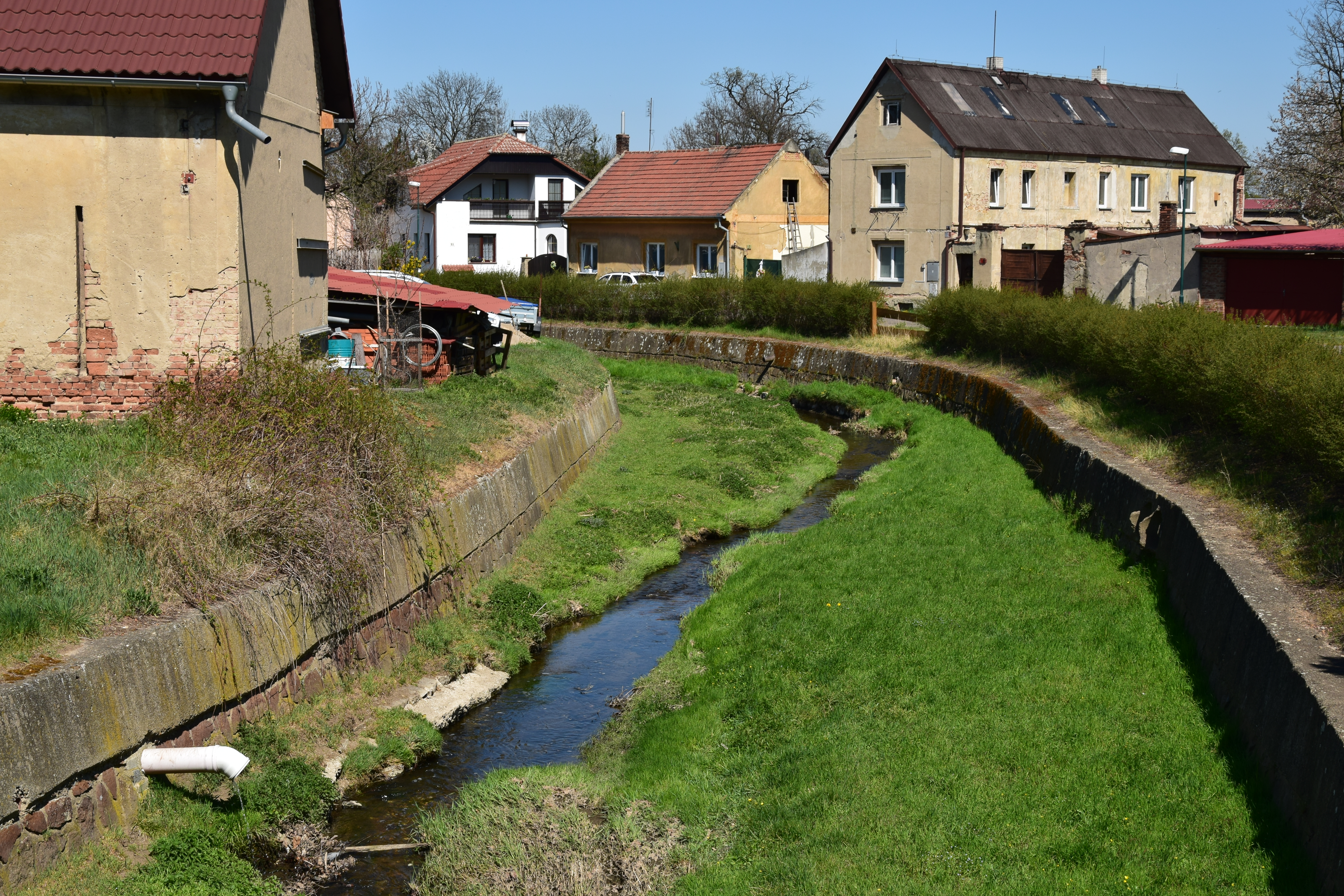
Hačka

Oblast Hořence patří k úmoří Severního moře. Protéká jím potok Hačka, který pramení v Krušných horách na východě od vesnice Strážky a na severním okraji vesnice se vlévá do Chomutovky. Klimaticky prochází přibližně mezi zástavbou Nezabylic a Hořence hranice dvou klimatických oblastí Quittovy klasifikace: mírně teplé, ve které leží Nezabylice, a teplé, ve které leží Hořenec.

### Flora afauna
Potenciální přirozená vegetace je tvořena v těsném okolí vesnice černýšovou dubohabřinou, která přechází do mochnové doubravy. Z fytogeografického členění je oblast součástí okrsku Žatecké Poohří.
Jihovýchodně od vesnice leží významný krajinný prvek Hořenecký lesík. Dubový porost je pozůstatkem pařeziny pěstované pro výrobu třísla. Mezi lety 1991–2021 v něm bylo zaznamenáno 142 druhů hub, včetně lignikolních druhů, tj. hub žijících na mrtvém dřevě, listí nebo jehličí. Mykologická hodnota lokality byla snížena úpravou a vyčištěním lesa v rámci Programu rozvoje venkova v letech 2014–2020. Mezi vzácné druhy hub zjištěné na lokalitě patří ouško citronové (Otidea concinna), bedlovnice zlatá (Phaeolepiota aurea), hřib příživný (Pseudoboletus parasiticus), rovetka pýchavkovitá (Asterophora lycoperdoides), šiškovec černý (Strobilomyces strobilaceus) nebo pohárovka obecná (Crucibulum laeve).

## Obyvatelstvo

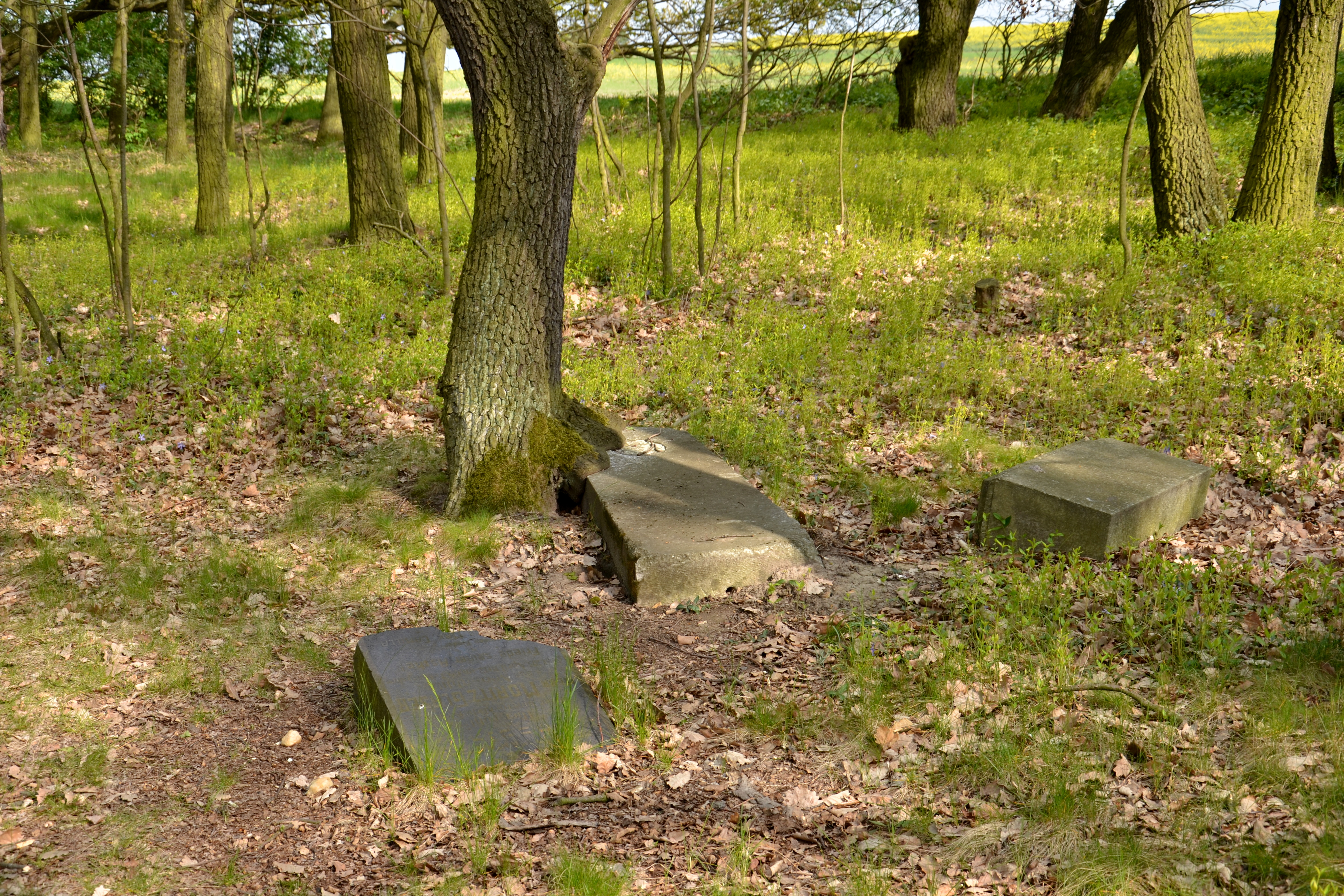
Torzo židovského hřbitova

Až do roku 1930 byl Hořenec větší vesnicí než Nezabylice. Tehdy v Hořenci žilo 354 obyvatel a z oho 51 československé národnosti a 303 národnosti německé. Naprostá většina z nich (342) se hlásila k římskokatolické církvi, dva byli evangelíci, dva izraelité a ostatní bez vyznání. Do roku 2013 patřila vesnice do římskokatolické farnosti Údlice-Přečaply, jejíž nástupnickou farností je děkanství v Chomutově.
Při sčítání lidu v roce 2011 v Hořenci žilo 75 obyvatel, z toho čtyřicet žen. Dále zde žilo třináct dětí do věku čtrnácti let (17,3 %) a osm lidí ve věku nad 65 let (10,6 %). Ekonomicky aktivních bylo 45, z toho 22 bylo zaměstnáno v oblasti služeb. Za prací vyjíždělo dvacet lidí.
Počet obyvatel v obci klesal již od začátku století století, ale největšímu poklesu došlo až po skončení druhé světové války, kdy se po odsunu Němců počet obyvatel zmenšil oproti předválečnému období o více než polovinu. Počet obyvatel se nadále snižoval a vesnici hrozil zánik v souvislosti s plánovaným vytvořením výsypky Velemyšleves. Teprve po roce 1990 začalo obyvatel znovu přibývat.
|                                                                          | 1869 | 1880 | 1890 | 1900 | 1910 | 1921 | 1930 | 1950 | 1961 | 1970 | 1980 | 1991 | 2001 | 2011 | 2021 |
| ------------------------------------------------------------------------ | ---- | ---- | ---- | ---- | ---- | ---- | ---- | ---- | ---- | ---- | ---- | ---- | ---- | ---- | ---- |
| Obyvatelé                                                                | 365  | 387  | 442  | 405  | 433  | 402  | 354  | 150  | 108  | 85   | 65   | 49   | 67   | 75   | 98   |
| Domy                                                                     | 46   | 53   | 61   | 63   | 57   | 51   | 53   | 41   | .    | 24   | 19   | 24   | 23   | 29   | 35   |
| Počet domů z roku 1961 je zahrnut v celkovém počtu domů obce Nezabylice. |      |      |      |      |      |      |      |      |      |      |      |      |      |      |      |

## Obecní správa
V letech 1869–1960 byl Hořenec osadou sousedních Nezabylic, v období 1961–1991 se stal místní částí Údlic a od roku 1992 je opět místní částí Nezabylic.

## Hospodářství adoprava
Hořencem prochází silnice III. třídy 00727, po které vede cyklotrasa místního významu č. 3034 z Chomutova přes Blažim do Postoloprt. Na návsi stojí autobusová zastávka.

## Společnost
Ve vsi nejsou školská zařízení. Malé děti mohou navštěvovat mateřskou školku v Nezabylicích a starší dojíždí do školy v Údlicích.

## Pamětihodnosti

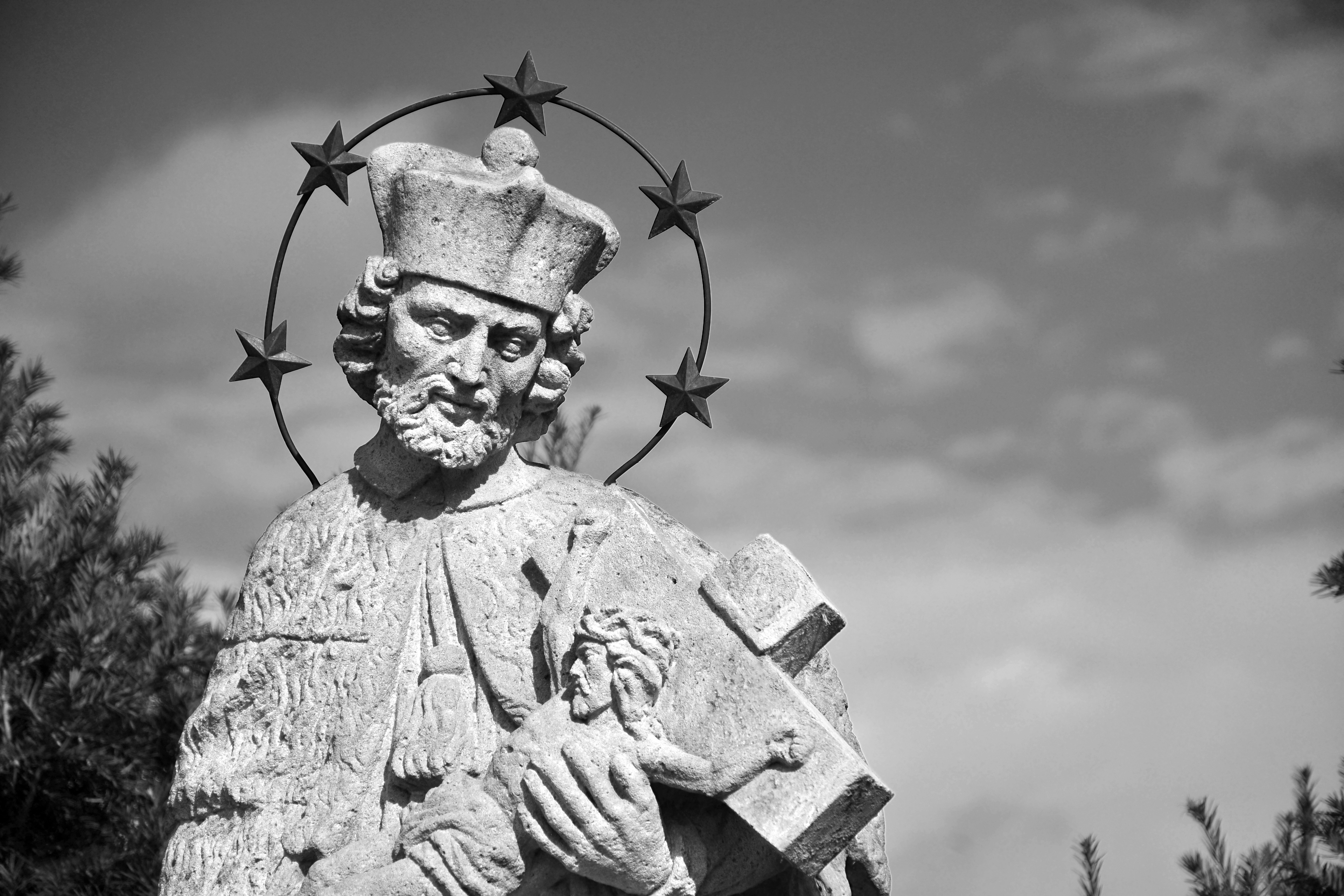
Socha svatého Jana Nepomuckého

- Kaple svaté Anny byla postavena v roce 1769 a opravena v letech 1851[10] a 1992. Stojí na obdélníkovém půdorysu s trojúhelníkovým presbytářem a štítem. Součástí střechy je cibulovitá zvonice. Uvnitř kaple býval obraz svatého Floriána a barokní sochy Panny Marie, svatého Michala a svatého Josefa a svatého Jana, které byly po restaurování uloženy v chomutovském muzeu.[9]
- Původně polychromovaná socha svatého Jana Nepomuckého z roku 1704[24] u mostu přes Hačku
- Kříž na omítnutém soklu